# Чемпионат Румынии по футболу
Суперлига Румынии, или чемпионат Румынии по футболу (рум. SuperLiga României) — футбольный турнир, в котором выявляется чемпион Румынии.
Лига основана в 1909 году. С сезона-1932/33 до сезона 2006/07 лига называлась «Дивизия А». В этом же сезоне было продано 1 657 602 билетов, среднее число зрителей за матч — 5417. Рекордсменом по числу чемпионских титулов является команда «Стяуа» — единственная румынская команда, выигравшая Кубок европейских чемпионов (в 1986 году).
С сезона-2022/23 турнир носит название Суперлига в связи с заключённым двухлетним контрактом с букмекерской компанией Superbet Holding România.

## История

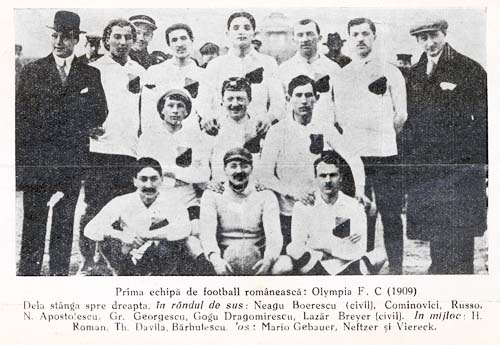
«Олимпия Бухарест», чемпионы 1909 года.

### Ранние чемпионаты (1909 — 1921)
Первый официальный национальный турнир по футболу был организован в 1909 году недавно созданной федерацией футбола Румынии, тогда еще называвшейся Ассоциацией Атлетических Обществ в Румынии (рум. Asociațiunea Societăților Atletice din România). Матчи первенства Румынии по футболу проходили в Бухаресте с декабря 1909 года по январь 1910 года. Три первых клуба были основаны в Бухаресте и Плоешти - «Олимпия», «Колентина» и «Прахова». Каждая команда провела матч с двумя другими клубами, всего было сыграно три матча, и «Олимпия Бухарест» была признана чемпионом первого Румынского чемпионата по футболу. В последующие годы турнир был организован в региональных группах, победители каждой группы участвовали в плей-офф, и уже победители плей-офф становились чемпионами. С 1909 по 1921 годы чемпионат был организован в формате кубка, победитель становился Чемпионом Румынии, за исключением периода с 1916 по 1919 годы, когда соревнования были приостановлены из-за Первой Мировой Войны. Чемпионами за этот период стали «Олимпия» и «Колентина», каждый с двумя титулами, и  «Прахова», «Венус», «Униря Триколор» и «Романо-Американа» - с одним титулом.

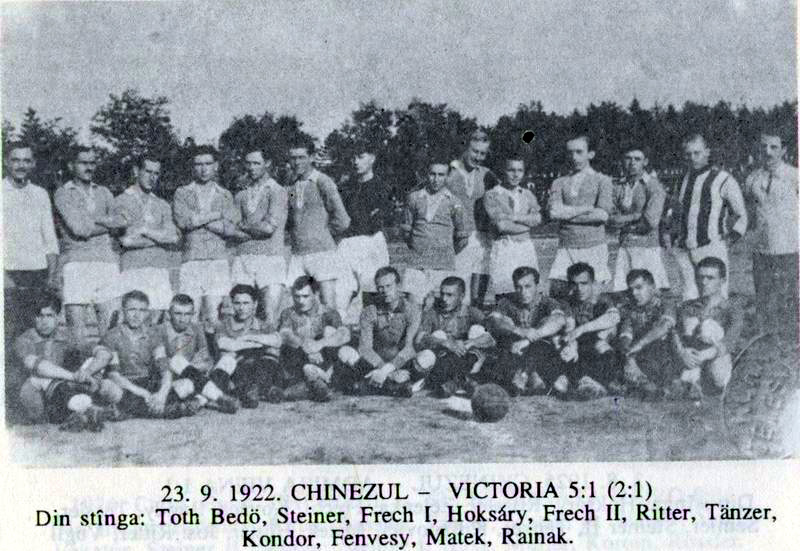
Чинезул Тимишоара - Виктория Клуж, 1922 год.

### Дивизия А (1921 — 2006)
Сезон 1921/22 был первым, когда была сформирована лига, состоящая из семи команд. Чемпионат, который до того был ограничен несколькими региональными лигами, стал национальным соревнованием в 1921 году с основанием Дивизии А и Дивизии Б. Первый сезон Дивизии А был выигран Чинезулом Тимишоары. До сезона 1931/32 в соревнованиях доминировали Чинезул и Венус , где Чинезул выиграл шесть чемпионатов, а Венус - два за одиннадцать сезонов. В сезоне 1932/33 возникла другая успешная команда - Рипенсия, которая вместе с конкурентами Венусом, выиграла восемь из следующих девяти чемпионатов, прежде чем соревнования были приостановлены в 1940 году из-за Второй Мировой Войны.

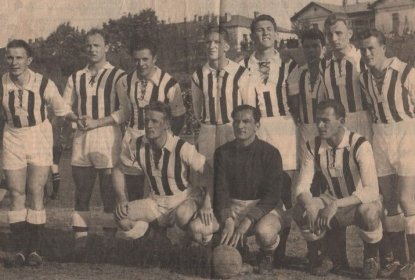
УТА (1946–1947)

Послевоенные годы доминировали командами УТА, Стяуа и Петролул. В 1960-х годах началась постепенная эмердженция Динамо Бухареста с помощью нападающих Георге Эне и Флоря Думитраке, оба стали одними из лучших бомбардиров в истории Дивизии А. В 1970-х годах появился Дуду Джорджеску из Динамо Бухареста, который был лучшим бомбардиром Дивизии А в течение четырех сезонов между 1974 и 1978 годами. Он забил впечатляющие 156 голов и дважды выиграл приз "Золотая бутса" - для лучшего бомбардира Европы, в 1975 и 1977 годах. У Динамо Бухареста также было еще два обладателя "Золотой бутсы" - Родион Камэтару в сезоне 1986/87 и Дорин Матеуц в сезоне 1988/89, признанный последним румынским победителем этого трофея. С сезона 1959/1960 и до сезона 1999/00 все чемпионаты лиги выигрывались только семью командами: Стяуа (16 титулов), Динамо (14 титулов), Университатя (4 титула), Рапид , Арджеш и УТА (по 2 титула) и Петролул (один титул).
Динамо Бухарест стал первой румынской командой, которая квалифицировалась в Кубок Европейских чемпионов в сезоне 1956/57, а Университатя стала последней командой из Румынии, которая квалифицировалась в сезоне 1991/92, до того как соревнование сменило название на Лига Чемпионов УЕФА. Румынские команды квалифицировались в 35 из 37 сезонов Кубка Европейских чемпионов, при этом Динамо Бухарест выступало 13 раз, Стяуа - 10 раз, Университатя - 4 раза, Петролул - 3 раза, УТА и Арджеш - по 2 раза, а Рапид Бухарест - 1 раз. Самые значительные результаты румынских команд в этом соревновании были достигнуты Стяуа Бухарестом, который выиграл трофей в сезоне 1985/86 и достиг полуфинала в сезоне 1987/88 и еще одного финала в сезоне 1988/89. Другими важными достижениями являются Университатя, которая достигла четвертьфинала в сезоне 1981/82, и Динамо Бухарест, которая достигла полуфинала в сезоне 1983/84. Однако после изменения формата в 1992/93 на нынешний формат Лиги Чемпионов, румынские чемпионы достигали ограниченных успехов, при этом Стяуа только трижды достигла группового этапа до начала 21 века.
В начале 2000-х годов доминировали команды из столицы, где Стяуа, Динамо и Рапид выиграли все чемпионские титулы между 2000 и 2007 годами.

### Лига I (2006 — 2022)
В начале сезона 2006/2007 из-за спора о торговой марке название чемпионата было вынуждено измениться с Дивизия А  на Лига I. Это произошло 15 мая 2006 года, и Румынская футбольная федерация решила также переименовать низшие лиги; таким образом, Дивизия B стала Лига II, Дивизия C - Лига III и т.д.  В сезоне 2006/2007 команда из Бухареста вновь выиграла чемпионат, это было Динамо. В сезонах 2007/2008 и 2008/2009 новыми победителями стали ЧФР Клуж и Униря. ЧФР Клуж выиграл свой второй чемпионат в сезоне 2009/2010, а в сезоне 2010/2011 еще одним новым победителем стал Оцелул. Оцелул является первым и единственным клубом из исторической области Молдова, который выиграл национальный титул.

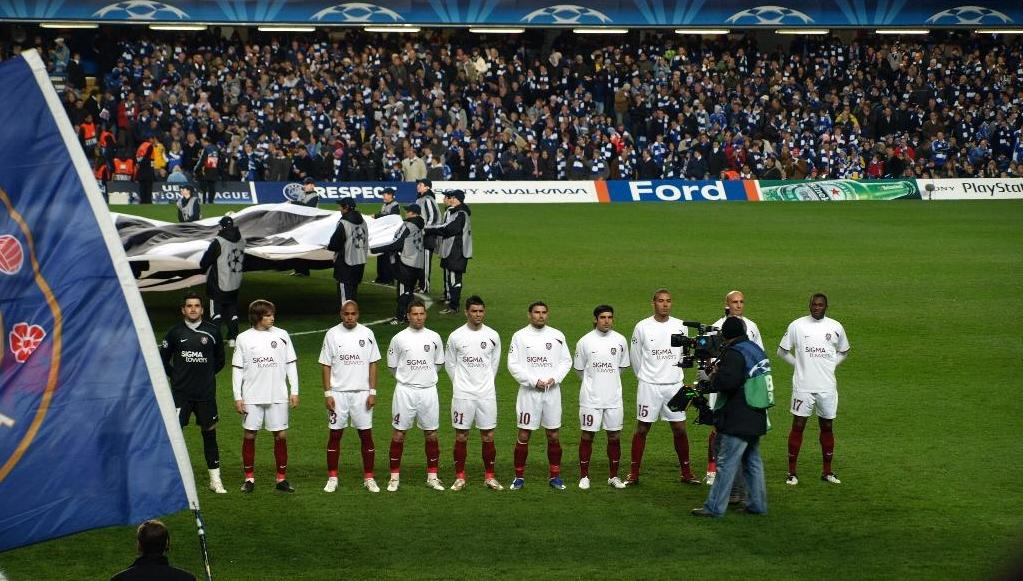
ЧФР Клуж (на фото на «Стэмфорд Бридж» в матче Лиги чемпионов УЕФА 2008–09 против «Челси») выиграл восемь чемпионатов под новым названием Liga I.

Клуб ЧФР Клуж, победитель сезона 2007/08, стал первой румынской командой, которая прямо квалифицировалась в групповой этап Лиги чемпионов УЕФА 2008/09, и первой командой, кроме Стяуа, которая квалифицировалась на этот этап с момента начала нового формата Лиги чемпионов с сезона 1992/93 . Чемпионы сезонов 2009/10 и 2010/11, также гарантированно получили место в групповом этапе. Лучший результат в групповом этапе был достигнут  ЧФР Клуж в сезоне 2012/13 Лиги чемпионов УЕФА, где команда набрала десять очков и заняла третье место в группе с Манчестер Юнайтед, Брагой и Галатасараем.
В 2010-х годах также появились новые чемпионы в Лиге I, среди которых Астра и Вииторул, завоевавшие титулы в 2015/16 и 2016/17 сезонах соответственно. С 2017 года ЧФР Клуж выиграл пять последовательных титулов Лиги I, набрав в общей сложности восемь национальных титулов к 2022 году. ЧФР Клуж достиг лучшего результата румынской команды в групповом этапе Лиги Европы в сезоне 2019/20, набрав 12 очков. Кроме того, ЧФР Клуж стал первой румынской командой, которая квалифицировалась в групповой этап Лиги конференций УЕФА, заработав 4 очка в первом сезоне 2021/22.

### Суперлига (2022 — настоящее время)
В 2022 году состоялось изменение названия соревнования, начиная с сезона 2022/2023 оно известно как Суперлига. Это произошло благодаря партнерству между Профессиональной футбольной лигой, eAd (владельцем прав на трансляцию и ретрансляцию Суперлиги) и Superbet, которое действует в течение следующих двух лет.  С сезона 2022/23 внедрена система VAR.

## Регламент
С сезона 2015/2016 в чемпионате участвуют 14 команд. На первом этапе они играют между собой двухкруговой турнир из 26 туров (каждая команда проведёт по два матча с каждой из остальных команд — один дома и один в гостях). На втором этапе команды разделяются на две группы. Первые шесть команд по итогам первого этапа сыграют между собой в два круга, разыграв места с 1-го по 6-е. Остальные восемь команд также играют между собой двухкруговой турнир, разыграв места с 7-го по 14-е. При этом очки, набранные командами на первом этапе, сокращаются вдвое. Команда, занявшая 12-е место, играет стыковые матчи с 3-й командой из Лиги 2. Команды, занявшие по итогам второго этапа 13-е и 14-е места, выбывают в Лигу II.
Чемпион страны получает возможность играть с 1-го квалификационного раунда Лиги Чемпионов, в то время как три следующие команды вместе с обладателем Кубка проходят на разные стадии квалификации Лиги конференций.

## Чемпионы и призёры

### Чемпионы
Жирным шрифтом обозначены клубы, в настоящее время играющие в Лиге I. Команды, выделенные курсивом, больше не существуют.
| Место | Клуб                      | Чемпион | Титулы |
| ----- | ------------------------- | ------- | --- |
| 1     | ФКСБ (Стяуа)              | 28      | 1951, 1952, 1953, 1956, 1959/1960, 1960/1961, 1967/1968, 1975/1976, 1977/1978, 1984/1985, 1985/1986, 1986/1987, 1987/1988, 1988/1989, 1992/1993, 1993/1994, 1994/1995, 1995/1996, 1996/1997, 1997/1998, 2000/2001, 2004/2005, 2005/2006, 2012/2013, 2013/2014, 2014/2015, 2023/2024, 2024/2025 |
| 2     | Динамо Бухарест           | 18      | 1955, 1961/1962, 1962/1963, 1963/1964, 1964/1965, 1970/1971, 1972/1973, 1974/1975, 1976/1977, 1981/1982, 1982/1983, 1983/1984, 1989/1990, 1991/1992, 1999/2000, 2001/2002, 2003/2004, 2006/2007                                                                                                |
| 3-4   | ЧФР Клуж                  | 8       | 2007/2008, 2009/2010, 2011/2012, 2017/2018, 2018/19, 2019/2020, 2020/2021, 2021/2022 |
| 3-4   | Венус Бухарест            | 8       | 1919/1920, 1920/1921, 1928/1929, 1931/1932, 1933/1934, 1936/1937, 1938/1939, 1939/1940 |
| 5-6   | УТА Арад                  | 6       | 1946/1947, 1947/48, 1950, 1954, 1968/1969, 1969/1970 |
| 5-6   | Кинезул Тимишоара         | 6       | 1921/1922, 1922/1923, 1923/1924, 1924/1925, 1925/1926, 1926/1927 |
| 7-9   | Университатя Крайова      | 4       | 1973/1974, 1979/1980, 1980/1981, 1990/1991 |
| 7-9   | Петролул Плоешти          | 4       | 1929/1930, 1957/1958, 1958/1959, 1965/1966 |
| 7-9   | Рипенсия Тимишоара        | 4       | 1932/1933, 1934/1935, 1935/1936, 1937/1938 |
| 10    | Рапид Бухарест            | 3       | 1966/1967, 1998/1999, 2002/2003 |
| 11-14 | Арджеш Питешти            | 2       | 1971/1972, 1978/1979 |
| 11-14 | Прахова Плоешти           | 2       | 1911/1912, 1915/1916 |
| 11-14 | Колентина Бухарест        | 2       | 1912/1913, 1913/1914 |
| 11-14 | Олимпия Бухарест          | 2       | 1909/1910, 1910/1911 |
| 15-24 | Фарул                     | 1       | 2022/2023 |
| 15-24 | Вииторул Констанца        | 1       | 2016/2017 |
| 15-24 | Астра Джурджу             | 1       | 2015/2016 |
| 15-24 | Оцелул Галац              | 1       | 2010/2011 |
| 15-24 | Униря Урзичени            | 1       | 2008/2009 |
| 15-24 | Клуб Атлетик Орадя        | 1       | 1948/1949 |
| 15-24 | Униря Триколор Бухарест   | 1       | 1940/1941 |
| 15-24 | Решица                    | 1       | 1930/1931 |
| 15-24 | Колця Брашов              | 1       | 1927/1928 |
| 15-24 | Румыно-Американа Бухарест | 1       | 1914/1915 |

## Рекорды

### Игроки
| Игрок | Игрок              | Период  | Клуб                                                                             | Игр |
| ----- | ------------------ | ------- | -------------------------------------------------------------------------------- | --- |
| 1     | Ионел Дэнчулеску   | 1993–14 | Каракал, Динамо, ФКСБ                                                            | 515 |
| 2     | Костикэ Штефэнеску | 1968–88 | ФКСБ, Университатя, Брашов                                                       | 490 |
| 3     | Флореа Испир       | 1969–88 | Армата                                                                           | 485 |
| 4     | Ласло Бёлёни       | 1971–88 | Армата, ФКСБ                                                                     | 484 |
| 5     | Костель Кампеану   | 1987–05 | Бакэу, Динамо, Глория, Прогресул, Чахлэул                                        | 470 |
| 6     | Петре Марин        | 1993–12 | Спортул Студенцеск, Прогресул, Рапид Бухарест, ФКСБ, Униря (Урзичени), Конкордия | 468 |
| 7     | Пол Казан          | 1972–88 | Спортул Студенцеск                                                               | 465 |
| 8     | Корнел Дину        | 1966–83 | Динамо                                                                           | 454 |
| 9     | Константин Станку  | 1976–90 | Арджеш                                                                           | 447 |
| 10    | Йон Думитру        | 1967–88 | Рапид Бухарест, ФКСБ, Политехника, Университатя                                  | 442 |

| Игрок | Игрок            | Период  | Клуб                                                     | Голов        |
| ----- | ---------------- | ------- | -------------------------------------------------------- | ------------ |
| 1     | Дуду Джорджеску  | 1970–87 | Прогресул, Решица, Динамо, Бакэу, Глория, Флакэра Морени | 252 (Ø 0,68) |
| 2     | Ионел Дэнчулеску | 1993–14 | Каракал, Динамо, ФКСБ                                    | 214 (Ø 0,41) |
| 3     | Родион Кэмэтару  | 1974–89 | Университатя, Динамо                                     | 198 (Ø 0,52) |
| 4     | Марин Раду       | 1974–89 | Арджеш, Олт Скорничешти, ФКСБ, Интер Сибиу               | 190 (Ø 0,49) |
| 5     | Флоря Думитраке  | 1966–83 | Динамо, Жиул, Корвинул                                   | 170 (Ø 0,47) |
| 5     | Йон Облеменко    | 1963–77 | Рапид Бухарест, Университатя                             | 170 (Ø 0,62) |
| 7     | Мирча Санду      | 1970–87 | Прогресул, Спортул Студенцеск                            | 167 (Ø 0,41) |
| 8     | Виктор Пицуркэ   | 1975–89 | Олт Скорничешти, ФКСБ                                    | 166 (Ø 0,55) |
| 9     | Михай Адам       | 1962–76 | Университатя (Клуж-Напока), Вагонул Арад, ЧФР Клуж       | 160 (Ø 0,45) |
| 10    | Титус Озон       | 1947–64 | Униря Триколор, Динамо, Прогресул, Рапид Бухарест        | 157 (Ø 0,58) |

| Игрок | Игрок           | период  | Клуб                                                         | Игры |
| ----- | --------------- | ------- | ------------------------------------------------------------ | ---- |
| 1     | Камора          | 2011–0  | ЧФР Клуж                                                     | 351  |
| 2     | Жуниор Мораиш   | 2010–19 | Астра, ФКСБ, Рапид Бухарест                                  | 300  |
| 3     | Такаюки Сэто    | 2009–0  | Астра, Петролул                                              | 292  |
| 4     | Усман Вьера     | 2008–21 | ЧФР Клуж, Интернационал, Пандурий, Сепси, Германштадт        | 235  |
| 5     | Эрик            | 2008–21 | Газ Метан, Пандурий, Вииторул, Волунтари                     | 222  |
| 6     | Филипе Тейшейра | 2010–19 | Брашов, Рапид Бухарест, Петролул, Астра, ФКСБ                | 209  |
| 7     | Таер Баваб      | 2010–19 | Глория, Газ Метан, Университатя, ФКСБ, Динамо, Конкордия     | 207  |
| 8     | Каду            | 2006–14 | ЧФР Клуж                                                     | 202  |
| 9     | Нуно Вивейрос   | 2008–16 | Политехника Яссы, Брашов, Васлуй, Университатя (Клуж-Напока) | 199  |
| 10    | Боян Голубович  | 2011–18 | Чахлэул, Политехника Яссы, ФКСБ, Газ Метан, Ботошани         | 197  |

 Игрок получил румынское гражданство и представлял Румынию на международном уровне. Игрок получил румынское гражданство, но не представлял Румынию на международном уровне.
| Игрок | Игрок              | Период  | Клуб                                                     | Голы        |
| ----- | ------------------ | ------- | -------------------------------------------------------- | ----------- |
| 1     | Эрик               | 2008–21 | Газ Метан, Пандурий, Вииторул, Волунтари                 | 66 (Ø 0,29) |
| 2     | Весли              | 2008–15 | Васлуй, Политехника Яссы                                 | 64 (Ø 0,52) |
| 3     | Гарлем Гноэре      | 2015–20 | Динамо, ФКСБ                                             | 58 (Ø 0,42) |
| 4     | Боян Голубович     | 2011–18 | Чахлэул, Политехника Яссы, ФКСБ, Газ Метан, Ботошани     | 55 (Ø 0,27) |
| 5     | Пантелис Капетанос | 2008–14 | ФКСБ, ЧФР Клуж                                           | 48 (Ø 0,38) |
| 6     | Кехинде Фатаи      | 2007–22 | Фарул, Астра, Арджеш                                     | 45 (Ø 0,25) |
| 7     | Таер Баваб         | 2010–19 | Глория, Газ Метан, Университатя, ФКСБ, Динамо, Конкордия | 42 (Ø 0,20) |
| 8     | Майк Темванджера   | 2006–14 | Васлуй                                                   | 39 (Ø 0,22) |
| 9     | Аздрен Лулаку      | 2012–19 | Газ Метан, Политехника Яссы, Астра                       | 37 (Ø 0,25) |
| 10    | Сулейман Демоллари | 1991–95 | Динамо                                                   | 36 (Ø 0,36) |

 Игрок получил румынское гражданство, но не представлял Румынию на международном уровне.
| Игрок | Игрок            | Возраст                      | Матч                                    | Сезон   | Дата            |
| ----- | ---------------- | ---------------------------- | --------------------------------------- | ------- | --------------- |
| 1     | Николае Добрин   | 14 лет, 10 месяцев и 5 дней  | Университатя (Клуж-Напока) - Арджеш 5:1 | 1961/62 | 1 июля 1962     |
| 2     | Александру Стоян | 14 лет, 10 месяцев и 13 дней | Румыния У Крайова 1948 - Фарул 1:2      | 2022/23 | 28 октября 2022 |
| 3     | Рареш Лазар      | 15 лет, один месяц и 19 дней | Чахлэул - Васлуй 2:0                    | 2013/14 | 17 мая 2014     |
| 4     | Рэзван Попа      | 15 лет, 2 месяца и 13 дней   | Динамо - Спортул Студенцеск 1:3         | 2011/12 | 17 марта 2012   |
| 5     | Кодрин Эпюр      | 15 лет, 2 месяца и 21 день   | Васлуй - Астра 1:4                      | 2013/14 | 19 мая 2014     |
| 6     | Василе Читару    | 15 лет, 4 месяца и 14 дней   | Бакэу - Жиул 3:0                        | 1973/74 | 19 мая 1974     |
| 7     | Штефан Харшани   | 15 лет, 4 месяца и 22 дня    | Бихор Орадя - Спортул Студенцеск 2:0    | 1982/83 | 2 июля 1983     |
| 8     | Дорел Замфир     | 15 лет, 5 месяцев и 16 дней  | Фарул - ФКСБ 0:1                        | 1976/77 | 16 марта 1977   |
| 9     | Энес Сали        | 15 лет, 5 месяцев и 17 дней  | Фарул - Сепси 1:0                       | 2021/22 | 9 августа 2021  |
| 10    | Мариус Никулае   | 15 лет, 6 месяцев и 6 дней   | Динамо - Фарул 5:2                      | 1996/97 | 22 ноября 1996  |

### Тренеры
| Тренер | Тренер            | Период  | Матчей | Побед | Ничьих | Поражений | Процент побед |
| ------ | ----------------- | ------- | ------ | ----- | ------ | --------- | ------------- |
| 1      | Флорин Халагян    | 1972–11 | 878    | 432   | 176    | 270       | 59%           |
| 2      | Илие Оана         | 1952–79 | 572    | 232   | 124    | 216       | 51%           |
| 3      | Николае Думитру   | 1962–93 | 558    | 250   | 120    | 188       | 55%           |
| 4      | Ион Ионеску       | 1967–94 | 496    | 194   | 89     | 213       | 48%           |
| 5      | Виорел Хизо       | 1990–13 | 488    | 221   | 85     | 182       | 53%           |
| 6      | Йоан Андоне       | 1994–17 | 456    | 207   | 80     | 169       | 54%           |
| 7      | Флорин Марин      | 1993–17 | 456    | 166   | 103    | 187       | 47%           |
| 8      | Валентин Станеску | 1962–84 | 455    | 206   | 101    | 148       | 56%           |
| 9      | Сорин Кырцу       | 1989–13 | 454    | 175   | 114    | 165       | 51%           |
| 10     | Анджело Никулеску | 1953–82 | 445    | 196   | 101    | 148       | 55%           |

### Арбитры
| Referee | Referee            | Period  | Matches |
| ------- | ------------------ | ------- | ------- |
| 1       | Александру Тудор   | 1999–18 | 381     |
| 2       | Себастьян Колцеску | 2003–0  | 355     |
| 3       | Кристиан Балай     | 2000–16 | 341     |
| 4       | Иштван Ковач       | 2008–0  | 320     |
| 5       | Овидиу Хацеган     | 2006–22 | 295     |
| 6       | Сорин Корподян     | 1997–09 | 268     |
| 7       | Николае Райня      | 1964–84 | 267     |
| 8       | Раду Петреску      | 2007–0  | 250     |
| 9       | Мариус Аврам       | 2007–20 | 246     |
| 10      | Адриан Порумбойу   | 1984–97 | 239     |